# Uno (film)
Uno è un film del 2004 diretto da Aksel Hennie e John Andreas Andersen.